# ردندرة بنطسية
الردندرة البنطسية[بحاجة لمصدر] أو البُقَيْلُ (الاسم العلمي: Rhododendron ponticum) هي نوع من النباتات تتبع جنس الردندرة من الفصيلة الخلنجية.
وهي من النباتات الأصلية في جنوب أوروبا وجنوب غرب آسيا.

## الوصف
الردندرة البنطسية هي شجيرة ذات إشطاء سرطاني أو شجرة صغيرة متنامية حتى 5 أمتار طولاً ونادراً ما تصل إلى 8 م. الأوراق دائمة الخضرة ذات 6-18 سم من الطول و2-5 سم من العرض. الزهور ذات قطر من 3,5 إلى 5 سم وذات لون بنفسجي أرجواني في كثير من الأحيان مع وجود بقع أو خطوط خضراء وصفراء صغيرة. الثمرة هي علبة جافة يتراوح طولها بين ال1،5 و2،5 سم وتحتوي على العديد من البذور الصغيرة.
للردندرة البنطسية نويع واحد مؤكد:
- ردندرة بنطسية نويع أندلسي (الاسم العلمي:Rhododendron ponticum subsp. baeticum) (مرادفات:ردندرة بنطسية نويع بيتيكي أو ردندرة أندلسية أو أزالية أندلسية)